# 庄野晴彦
庄野 晴彦（しょうの はるひこ、1960年 - ）は、CGアーティスト。CGプロダクション 有限会社ウイル(WILL,ltd.)代表。
1985年に原田大三郎とビデオ・パフォーマンス・ユニット“RADICAL TV”を結成。AVAマルチメディアグランプリ通産大臣賞を受けた、金子國義、加藤和彦との共作による『Alice』(1991年）、CGにより独自の世界を構築した『GADGET』（1995年）などのCD-ROM作品が海外でも高い評価を受け、1995年3月のNewsweek誌（US版）で「50 for the Future（未来を創る50人）」に選出されている。

## 経歴
- 1985年 ビデオ・パフォーマンス・ユニット"RADICAL TV"結成。
- 1991年 AVAマルチメディアグランプリ 通産大臣賞を受賞
- 1992年 マルチメディアグランプリ MMA会長賞を受賞。
- 1993年 CD-ROM作品『GADGET』発表。
- 1995年 「50 for the Future（未来を創る50人）」Newsweek誌（US版）に選出。

## 作品
- 1991年『Alice』
- 1992年『L-ZONE』
- 1992年『virtual drug』
- 1993年『GADGET』
- 1994年『Inside Out With GADGET　鉄と兵器の時代』
- 1995年『GADGET Trips/Mi』
- 1997年『GADGET Past as Future』
- 1998年『GADGET Trips/Mindsca』

## 映画
- 2004年『CASSHERN』（コンセプチュアルデザイン／CGスーパーバイザー）
- 2006年『笑う大天使』（メカニカル・デザイナー）

## テレビ
- 1989年 『IQエンジン』(オープニングCG)

## ゲーム
- 2002年『かまいたちの夜2 監獄島のわらべ唄』（CG）